# Stanislav Hervert
Stanislav Hervert (* 5. října 1947) je český fyzioterapeut a sportovní masér. Ve svém mládí aktivně sportoval – zápasil a hrál lední hokej. V zaměstnání jezdil se sanitním vozem a absolvoval také kurz první pomoci. Když mu bylo dvacet, začal se vzdělávat v masérském oboru. Roku 1968 začal pracovat pro rychlostní kanoisty, poté masíroval atlety a počínaje zimními olympijskými hrami 1998 v japonském Naganu se stal masérem českých olympijských reprezentací. Na Hry se dostal coby masér biatlonového týmu. Ve své kariéře na závody připravoval například Jarmilu Kratochvílovou, Jana Železného, Taťánu Kocembovou, Helenu Fibingerová, Aleše Valentu, Jana Řehulu, Kateřinu Neumannovou nebo Rudolfa Kraje (toho překřtil na „Rudiho mlátičku“) či reprezentace českých ledních hokejistů.
Vlastní také masérskou školu Refit, ve které vzdělává maséry. Je též členem Medicínského týmu české sportovní reprezentace.